# 마티아 데스트로
마티아 데스트로(이탈리아어: Mattia Destro, 1991년 3월 20일 ~ )는 이탈리아의 축구선수이다. 현재 엠폴리에서 뛰고 있다.

## 수상
인테르나치오날레 (유스팀)
- 토르네오 디 비아레조: 2008[1]
  - 최고의 영플레이어 상[2][3]
- 캄피오나토 나치오날레 알리에비: 2008[4]
- 캄피오나토 나치오날레 조바니시미: 2006[5]

2013 코파 이탈리아 - 득점왕(5골)